# Yrsa Sigurðardóttir
Pour les articles homonymes, voir Sigurðardóttir.
Œuvres principales
- Við viljum jólin í júlí (1999)
- Biobörn (2003)
- Ultimes Rituels (2005)
- Je sais qui tu es (2010)

Vilborg Yrsa Sigurðardóttir, née le 24 août 1963 à Reykjavik, est une écrivaine islandaise, auteure de plusieurs romans policiers et ouvrages de littérature d'enfance et de jeunesse.

## Biographie
Yrsa Sigurðardóttir est titulaire d'une licence en ingénierie civile de l'université d'Islande ainsi que d'une maîtrise dans le même domaine, obtenue en 1997 à l'université Concordia de Montréal. Elle exerce son métier d'ingénieur civile en Islande parallèlement à son métier d'écrivain.
Elle vit à Reykjavik avec son mari et ses deux enfants.

## Œuvres
L'œuvre d'Yrsa Sigurðardóttir est composée d'ouvrages destinés aux enfants et de romans policiers. Elle a été traduite dans de nombreuses langues dont l'allemand, l'anglais, le danois, le catalan, l'espagnol, l'estonien, le français, le grec, l'italien, le néerlandais, le norvégien, le polonais, le portugais, le roumain, le russe et le suédois.
Son travail a été primé en Islande à plusieurs reprises.

### Littérature de jeunesse
- (is) Þar lágu Danir í því, 1998
- (is) Við viljum jólin í júlí, 1999
- (is) Barnapíubófinn, Búkolla og bókarræninginn, 2000
- (is) B 10, 2001
- (is) Biobörn, 2003

### Romans policiers

#### SérieÞóra Guðmundsdóttir
1. Ultimes Rituels, Anne Carrière, 2011 ((is) Þriðja táknið, 2005), trad. Marie de Prémonville, 220 p.  (ISBN 978-2843375811)Réédition Points, coll. « Policier » no P2805, 2012, 478 p. (ISBN 978-2757824795)
2. Bien mal acquis, Anne Carrière, 2012 ((is) Sér grefur gröf, 2006), trad. Catherine Mercy, 412 p.  (ISBN 978-2843375835)Réédition Points, coll. « Policier » no P3317, 2014, 477 p. (ISBN 978-2757844618)
3. (is) Aska, 2007
4. (is) Auðnin, 2008
5. (is) Horfðu á mig, 2009
6. (is) Brakið, 2011

#### SérieFreyja et Huldar
1. ADN, Actes sud, coll. « Actes noirs », 2018 ((is) DNA, 2014), trad. Catherine Mercy, 448 p.  (ISBN 978-2-330-09055-5)Réédition Actes sud, coll. « Babel noir » no 221, 2019, 528 p. (ISBN 978-2-330-12050-4)
2. Succion, Actes sud, coll. « Actes noirs », 2019 ((is) Sogid, 2015), trad. Catherine Mercy et Véronique Mercy, 448 p.  (ISBN 978-2-330-12160-0)Réédition Actes sud, coll. « Babel noir » no 254, 2021, 544 p. (ISBN 978-2-330-14999-4)
3. Absolution, Actes sud, coll. « Actes noirs », 2020 ((is) Aflausn, 2016), trad. Catherine Mercy et Véronique Mercy, 384 p.  (ISBN 978-2-330-13549-2)Réédition Actes sud, coll. « Babel noir » no 294, 2023, 480 p. (ISBN 978-2-330-17902-1)
4. Le Trou, Actes sud, coll. « Actes noirs », 2020 ((is) Gatið, 2017), trad. Catherine Mercy et Véronique Mercy, 336 p.  (ISBN 978-2-330-16285-6)Réédition Actes sud, coll. « Babel noir » no 308, 2024, 464 p. (ISBN 978-2-330-19136-8)
5. La Poupée, Actes sud, coll. « Actes noirs », 2023 ((is) Brúðan, 2018), trad. Catherine Mercy et Véronique Mercy, 400 p.  (ISBN 978-2-330-18123-9)
6. Le Silence, Actes sud, coll. « Actes noirs », 2024 ((is) Þögn, 2019), trad. Catherine Mercy et Véronique Mercy, 400 p.  (ISBN 978-2-330-19449-9)

#### Romans indépendants
- Je sais qui tu es, Anne Carrière, 2012 ((is) Ég man þig, 2010), trad. Marie de Prémonville, 372 p.  (ISBN 978-2843376863)Réédition Points, coll. « Policier » no P3125, 2013, 428 p. (ISBN 978-2757824801)
- Indésirable, Actes sud, coll. « Actes noirs », 2016 ((is) Kuldi, 2012), trad. Catherine Mercy, 352 p.  (ISBN 978-2-330-05802-9)Réédition Actes sud, coll. « Babel noir » no 196, 2018, 320 p. (ISBN 978-2-330-09063-0)

- (is) Lygi, 2013

- (is) Bráðin, 2020

## Adaptation cinématographique
- 2017 : Les Fantômes du passé (Ég man þig) de Óskar Thór Axelsson, tiré du roman Je sais qui tu es (Ég man þig, 2010)